# Liste der Anime-Titel/A

## A
| Name                                                                           | Alternative Namen | Veröffentlichungsjahr | Studio(s)                                          |
| ------------------------------------------------------------------------------ | --- | --------------------- | -------------------------------------------------- |
| A Centaur’s Life (12 Folgen)                                                   | セントールの悩み, Sentōru no Nayami, Centaur no Nayami                                                                                  | 2017 als Fernsehserie | Haoliners                                          |
| A Channel (12 Folgen)                                                          | Aチャンネル, A Channeru | 2011 als Fernsehserie | Studio Gokumi                                      |
| ↳ A Channel+smile (2 Folgen)                                                   | Aチャンネル+smile | 2012 als OVA          | Studio Gokumi                                      |
| A Place Further Than the Universe (13 Folgen)                                  | 宇宙よりも遠い場所, Sora Yori mo Tōi Basho, A Story that leads to the Antarctica                                                        | 2018 als Fernsehserie | Madhouse                                           |
| A Silent Voice                                                                 | 映画 聲の形, Eiga Koe no Katachi | 2016 als Film         | Kyōto Animation                                    |
| A Sister’s All You Need. (12 Folgen)                                           | 妹さえいればいい。, Imōto sae Ireba Ii.                                                                                                 | 2017 als Fernsehserie | Silver Link                                        |
| A-Girl (eine Folge)                                                            | エー・ガール | 1993 als OVA          | Madhouse                                           |
| Adachi and Shimamura (12 Folgen)                                               | 安達としまむら, Adachi to Shimamura | 2020 als Fernsehserie | Tezuka Productions                                 |
| AD. Police (3 Folgen)                                                          | AD.POLICE | 1990 als OVA          | Artmic, AIC                                        |
| ↳ A.D. Police (12 Folgen)                                                      | A.D.POLICE | 1999 als Fernsehserie | AIC                                                |
| A.LI.CE                                                                        | | 1999 als Film         | GAGA Communications                                |
| Abarenbō Rikishi!! Matsutarō (23 Folgen)                                       | 暴れん坊力士!!松太郎 | 2014 als Fernsehserie | Tōei Animation                                     |
| Abashiri Ikka (4 Folgen)                                                       | あばしり一家, Abashiri Family | 1992 als OVA          | Studio Pierrot                                     |
| Abenobashi Mahō Shōtengai (13 Folgen)                                          | アベノ橋魔法☆商店街, Magical Shopping Arcade Abenobashi                                                                                 | 2002 als Fernsehserie | Gainax, Madhouse                                   |
| Abenteuer am Regenbogenteich (39 Folgen)                                       | けろっこデメタン, Kerokko Demetan | 1973 als Fernsehserie | Tatsunoko Production                               |
| Die Abenteuer des fantastischen Weltraumpiraten Captain Harlock (64 Folgen)    | 宇宙海賊キャプテンハーロック, Uchū Kaizoku Kyaputen Hārokku                                                                             | 1978 als Fernsehserie | Tōei Animation                                     |
| ↳ Uchū Kaizoku Captain Harlock Arcadia Go no Nazo                              | 宇宙海賊キャプテンハーロック アルカディア号の謎, Mystery of the Arcadia                                                                 | 1978 als Film         | Tōei Animation                                     |
| ↳ Waga Seishun no Arcadia                                                      | わが青春のアルカディア, Arcadia of My Youth                                                                                             | 1982 als Film         | Tōei Animation                                     |
| ↳ Waga Seishun no Arcadia: Mugen Kidō SSX (22 Folgen)                          | わが青春のアルカディア・無限軌道SSX, Arcadia of My Youth: Endless Orbit SSX                                                             | 1982 als Fernsehserie | Tōei Animation                                     |
| ↳ Harlock Saga – Der Ring des Nibelungen – Das Rheingold (6 Folgen)            | HARLOCK SAGA ニーベルングの指環, Harlock Saga: Nīberungu no Yubiwa                                                                      | 1999 als OVA          | Bandai Visual                                      |
| ↳ Gun Frontier (13 Folgen)                                                     | ガンフロンティア, Gan Furontia | 2002 als Fernsehserie | Vega Entertainment                                 |
| ↳ Space Pirate Captain Herlock (13 Folgen)                                     | | 2002 als OVA          | Madhouse                                           |
| Abenteuer eines kleinen Prinzen (39 Folgen)                                    | 星の王子さま プチ・プランス, Hoshi no Ojisama Petit Prince                                                                              | 1978 als Fernsehserie | Knack Productions                                  |
| Die Abenteuer des Sherlock Holmes (26 Folgen)                                  | 名探偵ホームズ, Meitantei Hōmuzu, Meitantei Holmes                                                                                      | 1984 als Fernsehserie | Tokyo Movie Shinsha                                |
| Die Abenteuer von Manxmaus                                                     | トンデモネズミ大活躍, Tondemo Nezumi Daikatsuyaku                                                                                       | 1979 als Film         | Nippon Animation                                   |
| Die Abenteuer von Tom Sawyer und Huck Finn (26 Folgen)                         | ハックルベリー・フィン物語, Huckleberry Finn Monogatari                                                                                 | 1994 als Fernsehserie | Aubec                                              |
| Abenteuer im Maulwurfsland (26 Folgen)                                         | ドリモグだァ!!, Dorimogu dā! | 1986 als Fernsehserie |                                                    |
| Abenteuer in den Weiden (26 Folgen)                                            | 楽しいウイロータウン, Tanoshii Willow Town                                                                                              | 1993 als Fernsehserie |                                                    |
| Absolute Duo (12 Folgen)                                                       | アブソリュート・デュオ, Abusoryūto Dyuo                                                                                                 | 2015 als Fernsehserie | Eight Bit                                          |
| ACCA 13-ku Kansatsu-ka (12 Folgen)                                             | ACCA13区監察課 | 2017 als Fernsehserie | Madhouse                                           |
| Accelerando – Datenshi-tachi no Sasayaki (4 Folgen)                            | アッチェレランド ~堕天使たちの囁き~ | 2007 als OVA          | Pink Pineapple                                     |
| Accel World (24 Folgen)                                                        | アクセル・ワールド, Akuseru Wārudo | 2012 als Fernsehserie | Sunrise                                            |
| Ace Attorney (24 Folgen)                                                       | 逆転裁判 〜その「真実」、異議あり!〜, Gyakuten Saiban – Sono “Shinjitsu”, Igi Ari!                                                      | 2016 als Fernsehserie | A-1 Pictures                                       |
| ↳ Ace Attorney Season 2 (24? Folgen)                                           | 逆転裁判 〜その「真実」、異議あり!〜, Gyakuten Saiban – Sono “Shinjitsu”, Igi Ari!                                                      | 2018 als Fernsehserie | CloverWorks                                        |
| Ace o Nerae! (26 Folgen)                                                       | エースをねらえ!, Ēsu o Nerae! | 1973 als Fernsehserie | Tokyo Movie Shinsha, Madhouse                      |
| ↳ Ace o Nerae!                                                                 | エースをねらえ!, Ēsu o Nerae! | 1979 als Film         | Tokyo Movie Shinsha, Madhouse                      |
| ↳ Shin Ace o Nerae! (25 Folgen)                                                | 新・エースをねらえ!, Shin Ēsu o Nerae!                                                                                                  | 1978 als Fernsehserie | Tokyo Movie Shinsha                                |
| ↳ Ace o Nerae! 2 (13 Folgen)                                                   | エースをねらえ!2, Ēsu o Nerae! 2 | 1988 als OVA          |                                                    |
| ↳ Ace o Nerae! Final Stage (12 Folgen)                                         | エースをねらえ!ファイナルステージ, Ēsu o Nerae! Fainaru Sutēji                                                                          | 1989 als OVA          |                                                    |
| Action Heroine Cheer Fruits (12 Folgen)                                        | アクションヒロイン チアフルーツ, Akushon Hiroin Chia Furūtsu                                                                            | 2017 als Fernsehserie | Diomedéa                                           |
| Active Raid (12 Folgen)                                                        | アクティヴレイド -機動強襲室第八係-, Akutivu Reido – Kidō Kyōshūshitsu Daihakkei, Active Raid – Kidō Kyōshūshitsu Daihakkei             | 2016 als Fernsehserie | Production IMS                                     |
| ↳ Active Raid (12 Folgen)                                                      | アクティヴレイド -機動強襲室第八係- 2nd, Akutivu Reido – Kidō Kyōshūshitsu Daihakkei 2nd, Active Raid – Kidō Kyōshūshitsu Daihakkei 2nd | 2016 als Fernsehserie | Production IMS                                     |
| Adachigahara                                                                   | 安達が原 | 1991 als Film         | Tezuka Productions                                 |
| Advancer Tina (eine Folge)                                                     | アドバンサー・ティナ, Adobansā Tina | 1997 als OVA          | Green Bunny                                        |
| Adventure Kid (3 Folgen)                                                       | アドベンチャーKID, Adobenchā Kid | 1993 als OVA          |                                                    |
| Aesthetica of a Rogue Hero (12 Folgen)                                         | はぐれ勇者の鬼畜美学, Hagure Yūsha no Esutetika                                                                                         | 2012 als Fernsehserie | Arms                                               |
| Aesop World (26 Folgen)                                                        | イソップ・ワールド, Esoppu Wārudo | 1999 als Fernsehserie | Sunrise                                            |
| Afro Ken (eine Folge)                                                          | アフロ犬, Afuro Ken | 2001 als OVA          | Sunrise                                            |
| Afro Samurai (5 Folgen)                                                        | アフロサムライ, Afuro Samurai | 2007 als Fernsehserie | Gonzo                                              |
| ↳ Afro Samurai: Resurrection                                                   | アフロサムライ：レザレクション, Afuro Samurai: Rezarekushon                                                                             | 2009 als Film         | Gonzo                                              |
| After School Dice Club (12 Folgen)                                             | 放課後さいころ倶楽部, Hōkago Saikoro Club                                                                                               | 2019 als Fernsehserie | Liden Films                                        |
| After the Rain (12 Folgen)                                                     | 恋は雨上がりのように After the rain, Koi wa Ameagari no Yō ni                                                                           | 2018 als Fernsehserie | Wit Studio                                         |
| Agent AIKa (7 Folgen)                                                          | AIKa | 1997 als OVA          | Studio Fantasia                                    |
| Agū – Tensai Ningyō (12 Folgen)                                                | 悪偶 -天才人形- | 2018 als Fernsehserie | Studio Deen                                        |
| Ahiru no Sora (50 Folgen)                                                      | あひるの空 | 2019 als Fernsehserie | Diomedéa                                           |
| Aho Girl (12 Folgen)                                                           | アホガール, Aho Gāru | 2017 als Fernsehserie | Diomedéa                                           |
| ↳ AIKa R-16: Virgin Mission (3 Folgen)                                         | AIKa R-16:VIRGIN MISSION | 2007 als OVA          | Studio Fantasia                                    |
| ↳ AIKa Zero (3 Folgen)                                                         | AIKa ZERO | 2009 als OVA          | Studio Fantasia                                    |
| Ai City                                                                        | アイ・シティ, Ai Shitai | 1986 als Film         | Tōei Animation, Ashi Production                    |
| Ai Doll (4 Folgen)                                                             | 哀・奴隷, Love Doll | 2000 als OVA          | Digital Works, Y.O.U.C.                            |
| Aikatsu! (178 Folgen)                                                          | アイカツ! | 2012 als Fernsehserie | Sunrise                                            |
| Ai Mai Mī (13 Folgen)                                                          | あいまいみー | 2013 als Fernsehserie | Seven                                              |
| ↳ Ai Mai Mī – Mōsō Catastrophe (13 Folgen)                                     | あいまいみー -妄想カタストロフ- | 2014 als Fernsehserie | Seven                                              |
| ↳ Ai Mai Mī – Surgical Friends (13 Folgen)                                     | あいまいみー 〜Surgical Friends〜 | 2017 als Fernsehserie | Seven                                              |
| Ail Maniax – Imma Seifuku Kari & Majogari no Yoru ni (3 Folgen)                | アイルMANIAX〜淫魔制服狩り＆魔女狩りの夜に〜                                                                                            | 2001 als OVA          | Pink Pineapple                                     |
| Ai Monogatari (9 Folgen)                                                       | 愛物語 | 1991 als OVA          |                                                    |
| Ai no Gakko Cuore Monogatari (26 Folgen)                                       | 愛の学校 クオレ物語 | 1981 als Fernsehserie | Nippon Animation                                   |
| Ai no Katachi – Etchi na Onna no Ko wa Kirai… desu ka? (2 Folgen)              | 愛のカタチ ~エッチな女のコは嫌い…ですか?~                                                                                               | 2008 als OVA          | MS Pictures                                        |
| Ai no Kusabi (2 Folgen)                                                        | 間の楔 | 1992 als OVA          | AIC                                                |
| ↳ Ai no Kusabi (13 Folgen)                                                     | 間の楔 | 2009 als OVA          | AIC                                                |
| Air (13 Folgen)                                                                | | 2004 als Fernsehserie | Kyōto Animation                                    |
| ↳ Air                                                                          | Air: The Movie | 2005 als Film         | Tōei Animation                                     |
| ↳ Air in Summer (2 Folgen)                                                     | AIR イン サマー, Air in Samā | 2005 als Special      | Kyōto Animation                                    |
| Air Gear (26 Folgen)                                                           | エア・ギア, Ea Gia | 2006 als Fernsehserie | Tōei Animation, Marvelous Entertainment            |
| Air Gear: Kuro no Hane to Nemuri no Mori – Break on the sky (eine Folge)       | エア・ギア 黒の羽と眠りの森 -Break on the Sky-, Ea Gia: Kuro no Hane to Nemuri no Mori – Break on the sky                               | 2010 als OVA          | Satelight                                          |
| Air Master (27 Folgen)                                                         | エアマスター, Ea Masutā | 2003 als Fernsehserie | Tōei Animation                                     |
| Ai Shimai – Futari no Kajitsu (3 Folgen)                                       | 愛姉妹～二人の果実~ | 2001 als OVA          | Pink Pineapple, Office Takeoff                     |
| ↳ Ai Shimai 2 – Futari no Kajitsu (2 Folgen)                                   | 愛姉妹2 ~二人の果実~ | 2003 als OVA          | Pink Pineapple, Actas                              |
| ↳ Ai Shimai: Tsubomi… Yogoshite Kudasai (2 Folgen)                             | 愛姉妹 蕾…汚してください | 2004 als OVA          | Pink Pineapple, SOFGARE                            |
| Ai to ken Camelot: Mangaka Marina Time Slip (eine Folge)                       | 愛と剣のキャメロット 漫画家マリナタイムスリップ事件                                                                                     | 1990 als OVA          |                                                    |
| Aitsu to Lullaby: Suiyobi no Cinderella                                        | あいつとララバイ 水曜日のシンデレラ | 1987 als Film         | Studio Pierrot                                     |
| Ai wa Kagi no Kazu Dake (eine Folge)                                           | 愛は鍵の数だけ, Love is the Number of Keys                                                                                              | 2002 als OVA          | Milky                                              |
| Ai wa Kaze no Gotoku                                                           | 愛は風の如く | 1997 als Film         | Studio Junio                                       |
| Ai Yori Aoshi (24 Folgen)                                                      | 藍より青し | 2002 als Fernsehserie | J.C.Staff                                          |
| ↳ Ai Yori Aoshi – Enishi (12 Folgen)                                           | 藍より青し ~縁~ | 2003 als Fernsehserie | J.C.Staff                                          |
| Aishiteruze Baby (26 Folgen)                                                   | 愛してるぜ ベイベ★★ | 2004 als Fernsehserie | Tokyo Movie                                        |
| Aiura (12 Folgen)                                                              | あいうら | 2013 als Fernsehserie | Lidenfilms                                         |
| Ajimu – Kaigan Monogatari (4 Folgen)                                           | あじむ ~海岸物語~ | 2001 als Web-Anime    | Actas                                              |
| Ajin – Shōdō                                                                   | 亜人 -衝動- | 2015 als Film         | Polygon Pictures                                   |
| ↳ Ajin – Shōtotsu                                                              | 亜人 -衝突- | 2016 als Film         | Polygon Pictures                                   |
| ↳ Ajin – Shōgeki                                                               | 亜人 -衝戟- | 2016 als Film         | Polygon Pictures                                   |
| ↳ Ajin: Demi-Human (13 Folgen)                                                 | 亜人 | 2016 als Fernsehserie | Polygon Pictures                                   |
| ↳ Ajin: Demi-Human (13 Folgen)                                                 | 亜人 | 2016 als Fernsehserie | Polygon Pictures                                   |
| Ajin Senshi                                                                    | 亜人戦士 | 1990 als Film         | Tokuma Japan                                       |
| Ajisai no Uta (eine Folge)                                                     | あじさいの唄, Song of Hydrangea | 2004 als OVA          | Soft On Demand                                     |
| Akachan to Boku (35 Folgen)                                                    | 赤ちゃんと僕, A Baby and I | 1996 als Fernsehserie | Studio Pierrot                                     |
| Akado Suzunosuke (52 Folgen)                                                   | 赤胴鈴之助, Redbreast Suzunosuke | 1972 als Fernsehserie | Tokyo Movie Shinsha                                |
| Akagaki Genzō: Tokuri no Wakare                                                | 赤垣源蔵徳利の別れ, Genzo Performs a Ceremony with a Parting Cup                                                                        | 1924 als Kurzfilm     | Asahi Cinema                                       |
| Akagami no Shirayukihime (12 Folgen)                                           | 赤髪の白雪姫, Snow White with the Red Hair                                                                                              | 2015 als Fernsehserie | Bones                                              |
| ↳ Akagami no Shirayukihime (12 Folgen)                                         | 赤髪の白雪姫, Snow White with the Red Hair                                                                                              | 2016 als Fernsehserie | Bones                                              |
| ↳ Akagami no Shirayukihime (eine Folge)                                        | 赤髪の白雪姫, Snow White with the Red Hair                                                                                              | 2016 als OVA          | Bones                                              |
| Akai Hayate (4 Folgen)                                                         | 紅いハヤテ | 1992 als OVA          |                                                    |
| Akai Kiba Blue Sonnet (5 Folgen)                                               | 紅い牙 ブルーソネット, Blue Sonnet | 1989 als OVA          | Mushi Production                                   |
| Akai Kodan Zillion (31 Folgen)                                                 | 赤い光弾ジリオン, Zillion | 1987 als Fernsehserie | Tatsunoko Production                               |
| ↳ Akai Kodan Zillion Utahime Yakyoku (eine Folge)                              | 赤い光弾ジリオン 歌姫夜曲, Zillion: Burning Night                                                                                       | 1988 als OVA          | Tatsunoko Production, Production I.G               |
| Akairo Elegy (eine Folge)                                                      | 赤色エレジー, Red Colored Elegy | 2007 als OVA          | Tōei Animation                                     |
| Akakichi no Eleven (52 Folgen)                                                 | 赤き血のイレブン | 1970 als Fernsehserie | Doga Productions                                   |
| Akame ga Kill! (24 Folgen)                                                     | アカメが斬る!, Akame ga Kiru!, Akame ga Kill – Schwerter der Assassinen                                                                 | 2014 als Fernsehserie | White Fox                                          |
| Akane-chan (26 Folgen)                                                         | あかねちゃん | 1968 als Fernsehserie | Tōei Animation                                     |
| Akane-iro ni Somaru Saka (12 Folgen)                                           | あかね色に染まる坂 | 2008 als Fernsehserie | TNK                                                |
| ↳ Akane-iro ni Somaru Saka: Hardcore (eine Folge)                              | あかね色に染まる坂 ハードコア, Akane-iro ni Somaru Saka: Hādokoa                                                                        | 2009 als OVA          | TNK                                                |
| Akanesasu Shōjo (12 Folgen)                                                    | あかねさす少女 | 2018 als Fernsehserie | DandeLion Animation Studio                         |
| Akashic Records of Bastard Magic Instructor (12 Folgen)                        | ロクでなし魔術講師と禁忌教典, Roku de Nashi Majutsu Kōshi to Akashikku Rekōdo                                                           | 2017 als Fernsehserie | Lidenfilms                                         |
| Akatsuki no Yona (24 Folgen)                                                   | 暁のヨナ | 2014 als Fernsehserie | Studio Pierrot                                     |
| Akazukin Cha Cha (74 Folgen)                                                   | 赤ずきんチャチャ, Aka-zukin Cha-Cha | 1994 als Fernsehserie | Gallop                                             |
| ↳ Akazukin Cha Cha (3 Folgen)                                                  | 赤ずきんチャチャ, Aka-zukin Cha-Cha | 1995 als OVA          | Gallop                                             |
| AKB0048 (13 Folgen)                                                            | | 2012 als Fernsehserie | Satelight                                          |
| ↳ AKB0048: Next Stage (13 Folgen)                                              | | 2013 als Fernsehserie | Satelight                                          |
| Aki ga Ippai                                                                   | コボちゃんスペシャル 秋がいっぱい | 1990 als Film         | Eiken                                              |
| Aki-Sora (eine Folge)                                                          | あきそら | 2009 als OVA          | Frontier Works, Hoods Entertainment                |
| ↳ Aki-Sora – Yume no Naka (2 Folgen)                                           | あきそら~夢の中~ | 2010 als OVA          | Hoods Entertainment                                |
| Akiba’s Trip – The Animation (13 Folgen)                                       | AKIBA'S TRIP -THE ANIMATION- | 2017 als Fernsehserie | Gonzo                                              |
| Akibakei Kanojo (3 Folgen)                                                     | Akiba Girls | 2004 als OVA          | Milky                                              |
| Akihabara Dennō Gumi (26 Folgen)                                               | アキハバラ電脳組, Cyberteam in Akihabara                                                                                                | 1998 als Fernsehserie | Production Reed                                    |
| ↳ Akihabara Dennō Gumi: 2011-nen no Natsuyasumi                                | アキハバラ電脳組 2011年の夏休み | 1999 als Film         | Tōei Animation                                     |
| Akikan! (12 Folgen)                                                            | アキカン! | 2008 als Fernsehserie | Brain’s Base                                       |
| ↳ Akikan! (eine Folge)                                                         | アキカン! | 2009 als OVA          | Brain’s Base                                       |
| Akiko (2 Folgen)                                                               | 亜紀子 | 1996 als OVA          | Pink Pineapple                                     |
| Akira                                                                          | アキラ | 1988 als Film         | TMS Entertainment                                  |
| Aku Dai-Sakusen Srungle (53 Folgen)                                            | 亜空大作戦スラングル | 1983 als Fernsehserie | Kokusai Eigasha                                    |
| Akuemon (eine Folge)                                                           | 悪右衛門 | 1993 als OVA          |                                                    |
| Akuma-kun (42 Folgen)                                                          | 悪魔くん | 1989 als Fernsehserie | Production I.G, Xebec                              |
| ↳ Akuma-kun                                                                    | 悪魔くん | 1989 als Film         | Tōei Animation                                     |
| ↳ Akuma-kun: Yōkoso Akuma Land e!!                                             | 悪魔くん ようこそ悪魔ランドへ!! | 1990 als Film         | Tōei Animation                                     |
| Akuma no Hanayome - Ran no Kumikyoku (eine Folge)                              | 悪魔の花嫁 蘭の組曲, Bride of Deimos | 1988 als OVA          | Madhouse, Tōei Animation                           |
| Akuma no Riddle (13 Folgen)                                                    | 悪魔のリドル, Akuma no Ridoru | 2014 als Fernsehserie | Diomedéa                                           |
| Akuma Shima no Prince: Mitsume ga Tōru                                         | 悪魔島のプリンス 三つ目がとおる, Three-Eyed One - Prince in the Devile Island                                                           | 1985 als Film         | Tōei Animation                                     |
| Akuma to Himegimi                                                              | 悪魔と姫君 | 1981 als Film         | Tōei Animation                                     |
| Aku no Hana (13 Folgen)                                                        | 惡の華 | 2013 als Fernsehserie | Zexcs                                              |
| Aladin und die Wunderlampe                                                     | アラジンと魔法のランプ, Sekai Meisaku Dōwa - Aladdin to Mahō no Lamp                                                                    | 1982 als Film         | Tōei Animation                                     |
| Alakazam – König der Tiere                                                     | 西遊記, Saiyūki | 1960 als Film         | Tōei Animation                                     |
| Alderamin on the Sky (13 Folgen)                                               | ねじ巻き精霊戦記 天鏡のアルデラミン, Nejimaki Seirei Senki: Tenkyō no Aruderamin, Nejimaki Seirei Senki: Tenkyō no Alderamin            | 2016 als Fernsehserie | Madhouse                                           |
| Aldnoah.Zero (12 Folgen)                                                       | ALDNOAH.ZERO | 2014 als Fernsehserie | A-1 Pictures, Troyca                               |
| ↳ Aldnoah.Zero (12 Folgen)                                                     | ALDNOAH.ZERO | 2015 als Fernsehserie | A-1 Pictures, Troyca                               |
| Alexander Senki (13 Folgen)                                                    | アレクサンダー戦記 | 1999 als Fernsehserie | Madhouse                                           |
| ↳ Alexander Senki                                                              | アレクサンダー戦記 | 2000 als Film         | Madhouse                                           |
| Alfred J. Kwak (52 Folgen)                                                     | あひるのクワック, Ahiru no Kuwakku, Ahiru no Quack                                                                                      | 1989 als Fernsehserie | Telescreen, Visual 8                               |
| Alibaba to Yonjūbiki no Tōzuku                                                 | アリババと40匹の盗賊 | 1971 als Film         | Tōei Animation                                     |
| Alice & Zoroku (12 Folgen)                                                     | アリスと蔵六, Arisu to Zōroku | 2017 als Fernsehserie | J.C.Staff                                          |
| Alice Academy (26 Folgen)                                                      | 学園アリス, Gakuen Arisu | 2004 als Fernsehserie | Group TAC, Green                                   |
| Alice im Wunderland (52 Folgen)                                                | ふしぎの国のアリス, Fushigi no kuni no Arisu                                                                                            | 1983 als Fernsehserie | Nippon Animation                                   |
| Alice in Cyberland (25 Folgen)                                                 | | 1997 als OVA          | Glams                                              |
| Alice in Dreamland                                                             | Alice in Dreamland アリス・イン・ドリームランド, Alice in Dreamland: Arisu in Dorīmurando                                               | 2015 als Film         | Bitgang                                            |
| Alice or Alice (12 Folgen)                                                     | ありすorありす, Arisu or Arisu | 2018 als Fernsehserie | EMT²                                               |
| Alien 9 (4 Folgen)                                                             | エイリアン9, Alien Nine | 2001 als Special      | J.C.Staff                                          |
| Alignment You! You! The Animation (2 Folgen)                                   | あらいめんとゆーゆー THE ANIMATION | 2008 als OVA          | Pink Pineapple                                     |
| All Out!! (25 Folgen)                                                          | ALL OUT!! | 2016 als Fernsehserie | TMS Entertainment, Madhouse                        |
| Alle meine Freunde (52 Folgen)                                                 | 子鹿物語, Kojika Monogatari | 1983 als Fernsehserie | MK Productions                                     |
| Allison to Lillia (26 Folgen)                                                  | アリソンとリリア, Arison to Riria | 2008 als Fernsehserie | Madhouse                                           |
| Amada Anime Series: Super Mario (3 Folgen)                                     | アマダアニメシリーズ スーパーマリオ, Amada Anime Shirīzu: Sūpā Mario                                                                    | 1989 als OVA          | Studio Junio                                       |
| Amaenaideyo!! (13 Folgen)                                                      | あまえないでよっ!!, Amaenai de Yo!! | 2005 als Fernsehserie | Studio Deen                                        |
| ↳ Amaenaideyo!! Katsu!! (13 Folgen)                                            | あまえないでよっ!! 喝!! | 2006 als Fernsehserie | Studio Deen                                        |
| Amagami SS (26 Folgen)                                                         | アマガミSS | 2010 als Fernsehserie | AIC                                                |
| ↳ Amagami SS+ plus (13 Folgen)                                                 | アマガミSS+ plus | 2012 als Fernsehserie | AIC                                                |
| Amagi Brilliant Park (14 Folgen)                                               | 甘城ブリリアントパーク, Amagi Buririanto Pāku                                                                                           | 2014 als Fernsehserie | Kyōto Animation                                    |
| Amanchu! (12 Folgen)                                                           | あまんちゅ! | 2016 als Fernsehserie | J.C.Staff                                          |
| ↳ Amanchu! – Advance (12 Folgen)                                               | あまんちゅ! 〜あどばんす〜, Amanchu! – Adobansu                                                                                         | 2018 als Fernsehserie | J.C.Staff                                          |
| Amatsuki (13 Folgen)                                                           | あまつき | 2008 als Fernsehserie | Studio Deen                                        |
| Amazing Nuts! (eine Folge)                                                     | | 2006 als OVA          | Studio 4°C                                         |
| Ame & Yuki – Die Wolfskinder                                                   | おおかみこどもの雨と雪, Ōkami Kodomo no Ame to Yuki                                                                                     | 2012 als Film         | Studio Chizu                                       |
| Ameiro Cocoa (12 Folgen)                                                       | 雨色ココア, Ameiro Kokoa, Rainy cocoa                                                                                                   | 2015 als Fernsehserie | EMT²                                               |
| ↳ Ameiro Cocoa: Rainy color e Yōkoso! (13 Folgen)                              | 雨色ココア Rainy colorへようこそ!, Ameiro Kokoa: Rainy color e Yōkoso!                                                                  | 2015 als Fernsehserie | EMT²                                               |
| ↳ Ameiro Cocoa in Hawaii (12 Folgen)                                           | 雨色ココア in Hawaii, Ameiro Kokoa in Hawaii                                                                                            | 2016 als Fernsehserie | EMT²                                               |
| ↳ Amekon!! (13 Folgen)                                                         | あめこん!! | 2017 als Fernsehserie | EMT²                                               |
| Amnesia (12 Folgen)                                                            | AMNESIA | 2013 als Fernsehserie | Brain’s Base                                       |
| Amon Saga (eine Folge)                                                         | アモン・サーガ | 1986 als OVA          | Cente Studio                                       |
| Amon Devilman Revelation (eine Folge)                                          | AMON デビルマン黙示録 | 2000 als OVA          | Aniplex                                            |
| Anata Dake Konbanwa (eine Folge)                                               | 貴方だけこんばんわ | 2009 als OVA          | BOSS, MS Pictures                                  |
| Anata no Shiranai Kangofu – Seiteki Byōtō 24-ji (2 Folgen)                     | あなたの知らない看護婦 ~性的病棟24時~                                                                                                   | 2009 als OVA          | T-Rex, MS Pictures                                 |
| The Ancient Magus’ Bride: Those Awaiting a Star (3 Folgen)                     | 魔法使いの嫁 星待つひと, Mahō Tsukai no Yome: Hoshi Matsu Hito                                                                          | 2016 als OVA          | Wit Studio                                         |
| ↳ The Ancient Magus’ Bride (24 Folgen)                                         | 魔法使いの嫁, Mahō Tsukai no Yome | 2017 als Fernsehserie | Wit Studio                                         |
| Android Ana Maico 2010 (24 Folgen)                                             | アンドロイド・アナ MAICO 2010 | 1998 als Fernsehserie | Group TAC                                          |
| Andersen Dōwa - Ningyo Hime                                                    | アンデルセン童話 にんぎょ姫 | 1975 als Film         | Tōei Animation                                     |
| Andersen Monogatari Match Uri no Shōjo                                         | アンデルセン物語 | 1968 als Film         | Tōei Animation                                     |
| Andes Shōnen Pepero no Bōken (26 Folgen)                                       | アンデス少年ペペロの冒険 | 1975 als Fernsehserie | Wako                                               |
| Android Ana Maico 2010 (24 Folgen)                                             | アンドロイド・アナ MAICO 2010 | 1989 als Fernsehserie | Group TAC                                          |
| Andromeda Stories (eine Folge)                                                 | アンドロメダ・ストーリーズ | 1982 als Special      | Tōei Animation                                     |
| Ane Haramix (13 Folgen)                                                        | 姉☆孕みっくす, Ane Haramikkusu | 2006 als Web-Anime    | Pixy                                               |
| Ane to Boin (2 Folgen)                                                         | 姉とボイン | 2005 als OVA          | Milky                                              |
| Angel’s 3Piece! (12 Folgen)                                                    | 天使の3P!, Tenshi no 3P! | 2017 als Fernsehserie | Project No. 9                                      |
| Aneimo (2 Folgen)                                                              | あねいも | 2008 als OVA          | Milky                                              |
| Anejiru The Animation - Shirakawa Sanshimai ni Omakase (2 Folgen)              | 姉汁~白川三姉妹におまかせ~ | 2006 als OVA          | Pink Pineapple                                     |
| ↳ Anejiru 2 The Animation - Shirakawa Shimai ni Omakase (2 Folgen)             | 姉汁2 THE ANIMATION~白川姉妹におまかせ~                                                                                                 | 2010 als OVA          | Pink Pineapple                                     |
| Aneki… My Sweet Elder Sister The Animation (3 Folgen)                          | あねき… MY SWEET ELDER SISTER THE ANIMATION                                                                                             | 2007 als OVA          | Pink Pineapple                                     |
| Ange Vierge (12 Folgen)                                                        | アンジュ・ヴィエルジュ, Anju Vieruju | 2016 als Fernsehserie | Silver Link                                        |
| Angel Beats! (13 Folgen)                                                       | Angel Beats! | 2010 als Fernsehserie | P.A. Works                                         |
| Angel Blade (3 Folgen)                                                         | エンジェルブレイド, Enjeru Bureido | 2001 als OVA          | Frontline, Studio G-1 Neo                          |
| ↳ Angel Blade Punish! (eine Folge)                                             | エンジェルブレイドパニッシュ!, Enjeru Bureido Panisshu!                                                                                 | 2004 als OVA          | Asahi Production                                   |
| Angel Cop (6 Folgen)                                                           | エンジェルコップ, Enjeru Koppu | 1989 als OVA          | DAST Corporation, Studio 88                        |
| Angel Core (2 Folgen)                                                          | エンゼル・コア, Enzeru Koa | 2003 als OVA          | Shura                                              |
| Angel das Blumenmädchen (50 Folgen)                                            | 花の子ルンルン, Hana no Ko Runrun | 1979 als Fernsehserie | Tōei Dōga                                          |
| ↳ Hana no Ko Lunlun                                                            | 花の子ルンルン | 1979 als Kurzfilm     | Tōei Dōga                                          |
| ↳ Hana no Ko Lunlun: Konnichi wa Sakura no Kuni                                | 花の子ルンルン こんにちわ桜の国 | 1980 als Kurzfilm     | Tōei Dōga                                          |
| Angel Densetsu (2 Folgen)                                                      | エンジェル伝説 | 1996 als OVA          | Tōei Animation                                     |
| Angel Heart (50 Folgen)                                                        | エンジェル・ハート | 2005 als Fernsehserie | TMS Entertainment                                  |
| Angel Sanctuary (3 Folgen)                                                     | 天使禁猟区, Tenshi Kinryōku | 2000 als OVA          |                                                    |
| Angel’s Feather (2 Folgen)                                                     | Angel's Feather | 2006 als OVA          | Venet, Studio e.go!                                |
| Angelic Layer (26 Folgen)                                                      | 機動天使エンジェリックレイヤー, Kidō Tenshi Enjerikku Reiyā                                                                             | 2001 als Fernsehserie | Bones                                              |
| Angelium (2 Folgen)                                                            | アンジェリウム | 2004 als OVA          | A.P.P.P., Moon Rock                                |
| Angolmois: Record of Mongol Invasion (12 Folgen)                               | アンゴルモア 元寇合戦記, Angorumoa: Genkō Kassenki, Angolmois: Genkō Kassenki                                                           | 2018 als Fernsehserie | NAZ                                                |
| Angels in the Court (2 Folgen)                                                 | コートの中の天使達, Court no Naka no Tenshi-tachi                                                                                       | 2000 als OVA          | Pink Pineapple                                     |
| Ani*Kuri 15 (15 Folgen)                                                        | アニ*クリ15 | 2007 als Fernsehserie |                                                    |
| Anima Yell! (12 Folgen)                                                        | アニマエール!, Anima Ēru! | 2018 als Fernsehserie | Dōga Kōbō                                          |
| Animal 1 (27 Folgen)                                                           | アニマル1 | 1968 als Fernsehserie | Mushi Production                                   |
| Animal Yokocho (51 Folgen)                                                     | アニマル横町 | 2005 als Fernsehserie | Gallop, Dongwoo Animation                          |
| Animation Kikō Marco Polo no Bōken (43 Folgen)                                 | アニメーション紀行 マルコ・ポーロの冒険                                                                                                 | 1979 als Fernsehserie | Madhouse, MK                                       |
| Animation Runner Kuromi (eine Folge)                                           | アニメ制作進行くろみちゃん, Anime Seisaku Shinkō Kuromi-chan                                                                            | 2001 als OVA          | Yumeta Company                                     |
| ↳ Animation Runner Kuromi: Nihon no Anime wa Watashi ga Tsukuru 2 (eine Folge) | アニメーション制作進行くろみちゃん 日本のアニメは私が作る!2, Anime Seisaku Shinkō Kuromi-chan: Nihon no Anime wa Watashi ga Tsukuru 2   | 2004 als OVA          | Yumeta Company                                     |
| Animatrix (9 Folgen)                                                           | アニマトリックス | 2003 als OVA          |                                                    |
| Anime De Training! Ex (12 Folgen)                                              | あにトレ!EX, Anitore! Ex | 2015 als Fernsehserie | Rising Force                                       |
| ↳ Anime De Training! Xx (12 Folgen)                                            | あにトレ！XX 〜ひとつ屋根の下で〜, Anitore! XX – Hitotsu no Yane no Shita de                                                            | 2016 als Fernsehserie | Rising Force                                       |
| Anime Himitsu no Hanazono (39 Folgen)                                          | アニメ ひみつの花園 | 1991 als Fernsehserie | Aubec                                              |
| Anime Rakugo Kan (4 Folgen)                                                    | アニメ落語館 | 1992 als OVA          | Ajia-dō                                            |
| Anime Tenchō (eine Folge)                                                      | アニメ店長 | 2002 als OVA          | Gainax                                             |
| Anime Yasei no Sakebi (22 Folgen)                                              | アニメ野性のさけび | 1982 als Fernsehserie | Wako                                               |
| Animegataris (12 Folgen)                                                       | アニメガタリズ, Animegatarizu | 2017 als Fernsehserie | Wao World                                          |
| Animentari Ketsudan (26 Folgen)                                                | アニメンタリー・決断 | 1971 als Fernsehserie | Tatsunoko                                          |
| Aniyome (2 Folgen)                                                             | 兄嫁 | 2004 als OVA          | Y.O.U.C.                                           |
| Aniyome wa Ijippari (2 Folgen)                                                 | 兄嫁はいじっぱり | 2008 als OVA          | Discovery                                          |
| Anju to Zushio-maru                                                            | 安寿と厨子王丸 | 1961 als Film         | Tōei Animation                                     |
| Ankoku Shinwa (2 Folgen)                                                       | 暗黒神話, Dark Myth | 1990 als OVA          | Ajia-dō                                            |
| Ankoku Shinden Denshou Bushin (3 Folgen)                                       | 暗黒神伝承 武神, Takegami: Guardian of Darkness                                                                                         | 1990 als OVA          | J.C.Staff                                          |
| Anmitsu Hime (51 Folgen)                                                       | あんみつ姫 | 1986 als OVA          | Studio Pierrot                                     |
| Anne-Happy (12 Folgen)                                                         | あんハピ♪, Anhapi | 2016 als Fernsehserie | Silver Link                                        |
| Anne mit den roten Haaren (50 Folgen)                                          | 赤毛のアン, Akage no An | 1979 als Fernsehserie | Nippon Animation                                   |
| Anne no Nikki: Anne Frank Monogatari (eine Folge)                              | アンネの日記 アンネ·フランク物語 | 1979 als Special      | Nippon Animation                                   |
| ↳ Anne no Nikki                                                                | アンネの日記 | 1995 als Film         | Madhouse                                           |
| AnoHana – Die Blume, die wir an jenem Tag sahen (11 Folgen)                    | あの日見た花の名前を僕達はまだ知らない., Ano Hi Mita Hana no Namae o Boku-tachi wa Mada Shiranai.                                       | 2011 als Fernsehserie | A-1 Pictures                                       |
| ↳ Gekijōban Ano Hi Mita Hana no Namae o Boku-tachi wa Mada Shiranai.           | 劇場版 あの日見た花の名前を僕達はまだ知らない.                                                                                          | 2013 als Film         | A-1 Pictures                                       |
| Ano Ko ni 1000% (eine Folge)                                                   | あの子に1000% | 1998 als OVA          |                                                    |
| Ano Natsu de Matteru (12 Folgen)                                               | あの夏で待ってる | 2012 als Fernsehserie | J.C.Staff                                          |
| The Anonymous Noise (12 Folgen)                                                | 覆面系ノイズ, Fukumenkei Noizu, Fukumenkei Noise                                                                                        | 2017 als Fernsehserie | Brain’s Base                                       |
| Another (12 Folgen)                                                            | | 2012 als Fernsehserie | P.A. Works                                         |
| Ansatsu Kyōshitsu                                                              | 暗殺教室 | 2013 als Kurzfilm     | Brain’s Base                                       |
| ↳ Ansatsu Kyōshitsu                                                            | 暗殺教室 | 2015 als Film         | Lerche                                             |
| ↳ Ansatsu Kyōshitsu (22 Folgen)                                                | 暗殺教室 | 2015 als Fernsehserie | Lerche                                             |
| ↳ Ansatsu Kyōshitsu (25 Folgen)                                                | 暗殺教室 | 2016 als Fernsehserie | Lerche                                             |
| Antique Heart (eine Folge)                                                     | アンティーク ハート | 1988 als OVA          |                                                    |
| Anyamal Tantei Kiruminzoo (50 Folgen)                                          | あにゃまる探偵 キルミンずぅ, Anyamaru Tantei Kiruminzū                                                                                  | 2009 als Fernsehserie | Satelight, Hal Film Maker, JM Animation            |
| Aoharu × Kikanjū (12 Folgen)                                                   | 青春×機関銃, Aoharu×Machinegun | 2015 als Fernsehserie | Brain’s Base                                       |
| Ao Haru Ride (12 Folgen)                                                       | アオハライド, Aoharaido | 2014 als Fernsehserie | Production I.G                                     |
| Ao no Exorcist (26 Folgen)                                                     | 青の祓魔師, Blue Exorcist | 2011 als Fernsehserie | A-1 Pictures                                       |
| ↳ Ao no Exorcist: Kyōto Fujōō-hen (12 Folgen)                                  | 青の祓魔師 京都不浄王篇 | 2017 als Fernsehserie | A-1 Pictures                                       |
| Ao no Kanata no Four Rhythm (12 Folgen)                                        | 蒼の彼方のフォーリズム, Aoi no Kanata Fō Rizumu                                                                                         | 2016 als Fernsehserie | Gonzo                                              |
| Aoi Blink (39 Folgen)                                                          | 青いブリンク, Blue Blink | 1989 als Fernsehserie | Tezuka Productions                                 |
| Aoi Bungaku (12 Folgen)                                                        | 青い文学シリーズ | 2009 als Fernsehserie | Madhouse                                           |
| Aoi Hana (11 Folgen)                                                           | 青い花, Sweet Blue Flowers | 2009 als Fernsehserie | J.C.Staff                                          |
| Aoi Kioku - Manmō Kaitaku to Shōnen-tachi                                      | 蒼い記憶 満蒙開拓と少年たち | 1993 als Film         | Magic Bus                                          |
| Aoi Kokuhaku (eine Folge)                                                      | 蒼い告白 | 2003 als OVA          | Milky                                              |
| Aoi Sei - Angie & Rose (eine Folge)                                            | 青い性～アンジェロ＆ローズ~ | 1992 als OVA          | Fairy Dust, Studio Soft                            |
| Aoi Sekai no Chūshin de (3 Folgen)                                             | 蒼い世界の中心で | 2012 als Fernsehserie | Fifth Avenue                                       |
| Aoi Umi no Tristia (2 Folgen)                                                  | 蒼い海のトリスティア | 2003 als OVA          | ufotable zippers                                   |
| Aoki Hagane no Arpeggio – Ars Nova (12 Folgen)                                 | 蒼き鋼のアルペジオ -アルス・ノヴァ-, Aoki Hagane no Arupejio – Arusu Nova, Arpeggio of Blue Steel                                       | 2013 als Fernsehserie | Sanzigen                                           |
| ↳ Aoki Hagane no Arpeggio – Ars Nova DC                                        | 劇場版 蒼き鋼のアルペジオ -アルス・ノヴァ- DC, Gekijōban Aoki Hagane no Arupejio – Arusu Nova DC                                        | 2015 als Film         | Sanzigen                                           |
| ↳ Aoki Hagane no Arpeggio – Ars Nova Cadenza                                   | 劇場版 蒼き鋼のアルペジオ -アルス・ノヴァ- Cadenza, Gekijōban Aoki Hagane no Arupejio – Arusu Nova Cadenza                              | 2015 als Film         | Sanzigen                                           |
| Aoki Honō (eine Folge)                                                         | 青き炎 | 1989 als OVA          | Nippon Animation                                   |
| Aoki Ōkami-tachi no Densetsu (eine Folge)                                      | 蒼き狼たちの伝説, Legend of the Blue Wolves                                                                                             | 1996 als OVA          | Phoenix Entertainment                              |
| Aoki Ryūsei SPT Layzner (38 Folgen)                                            | 蒼き流星 SPTレイズナー | 1985 als Fernsehserie | Sunrise                                            |
| ↳ Aoki Ryūsei SPT Layzner (3 Folgen)                                           | 蒼き流星 SPTレイズナー | 1986 als OVA          | Sunrise                                            |
| Aokushimitama Blue Seed (26 Folgen)                                            | 碧奇魂 ブルー シード, Aokushimitama Burū Shīdo, Blue Seed                                                                               | 1994 als Fernsehserie | Production Reed, Production I.G                    |
| Aooni The Blue Monster (13 Folgen)                                             | あおおに〜じ・あにめぇしょん〜, Ao Oni – Ji Animeeshon, Ao Oni – The Animation                                                          | 2016 als Fernsehserie | Studio Deen                                        |
| ↳ Blue Seed 2 (3 Folgen)                                                       | BLUE SEED2, Blue Seed Beyond | 1996 als OVA          | Production I.G, Xebec                              |
| ↳ Blue Seed Ver. 1.5 (2 Folgen)                                                | | 1995 als OVA          |                                                    |
| Aoyama Gōshō Tanpen-shū (3 Folgen)                                             | 青山剛昌短編集 | 1999 als OVA          | Tokyo Movie                                        |
| Aozora Shōjotai (7 Folgen)                                                     | 青空少女隊 | 1994 als OVA          | Studio Fantasia                                    |
| Apache Yakyugun (26 Folgen)                                                    | アパッチ野球軍 | 1971 als Fernsehserie | Tōei Animation                                     |
| Äpfelland Monogatari (eine Folge)                                              | アップフェルラント物語, Appuferurando Monogatari                                                                                        | 1992 als OVA          | J.C.Staff                                          |
| Appleseed (eine Folge)                                                         | アップルシ－ド, Appurushīdo | 1988 als OVA          | Gainax                                             |
| ↳ Appleseed                                                                    | アップルシ－ド, Appurushīdo | 2004 als Film         | Digital Frontier                                   |
| ↳ Appleseed: Ex Machina                                                        | エクスマキナ | 2007 als Film         | Digital Frontier                                   |
| ↳ Appleseed XIII (13 Folgen)                                                   | アップルシード XIII, Appurushīdo | 2011 als Fernsehserie | Jinni’s Animation Studio, Production I.G           |
| Aquarian Age: Sign for Evolution (13 Folgen)                                   | アクエリアンエイジ Sign for Evolution                                                                                                   | 2002 als Fernsehserie | Madhouse                                           |
| ↳ Aquarian Age Saga II – Don’t forget me… (eine Folge)                         | アクエリアンエイジSagaII〜Don't forget me…〜                                                                                            | 2003 als OVA          | Madhouse                                           |
| Arata Kangatari (12 Folgen)                                                    | アラタ カンガタリ〜革神語〜 | 2013 als Fernsehserie | Satelight, JM Animation                            |
| Arabian Night: Sindbad no Bōken                                                | アラビアンナイト・シンドバッドの冒険, Arabian Naito: Shindobaddo no Bōken                                                               | 1962 als Film         | Tōei Animation                                     |
| ↳ Sindbad (52 Folgen)                                                          | アラビアンナイト・シンドバッドの冒険, Arabian Naito: Shindobaddo no Bōken                                                               | 1975 als Fernsehserie | Nippon Animation                                   |
| Arakawa under the Bridge (13 Folgen)                                           | 荒川アンダー ザ ブリッジ, Arakawa Andā za Burijji                                                                                       | 2010 als Fernsehserie | Shaft                                              |
| ↳ Arakawa under the Bridge*2 (13 Folgen)                                       | 荒川アンダー ザ ブリッジ*2, Arakawa Andā za Burijji x Burijji                                                                           | 2010 als Fernsehserie | Shaft                                              |
| Arano no Sakebigoe: Howl Buck (eine Folge)                                     | 荒野の叫び声 吠えろバック | 1981 als Special      | Hoso Seisaku Doga, Tōei Animation                  |
| Arashi no Yoru ni                                                              | あらしのよるに | 2005 als Film         | Group TAC                                          |
| ↳ Arashi no Yoru ni – Himitsu no Tomodachi (26 Folgen)                         | あらしのよるに 〜ひみつのともだち〜 | 2012 als Fernsehserie | Sparky Animation, Baku Enterprise                  |
| Arbeit Shiyō!! (3 Folgen)                                                      | アルバイトしよっ!! | 2010 als OVA          | ChiChi No Ya                                       |
| Arc the Lad (26 Folgen)                                                        | アークザラッド | 1999 als Fernsehserie | Office AO, Production I.G, Shaft, Studio Mu, Xebec |
| Arcade Gamer Fubuki (4 Folgen)                                                 | アーケードゲーマーふぶき | 2002 als Fernsehserie | Shaft                                              |
| Area 88 (3 Folgen)                                                             | エリア88, Eria 88 | 1985 als OVA          | Project 88, Studio Pierrot                         |
| ↳ Area 88 (12 Folgen)                                                          | エリア88, Eria 88 | 2004 als Fernsehserie | Group TAC                                          |
| Area no Kishi (37 Folgen)                                                      | エリアの騎士, Eria no Kishi | 2012 als Fernsehserie | Shin’ei Dōga                                       |
| Arei no Kagami                                                                 | アレイの鏡 | 1985 als Kurzfilm     | Tōei Animation                                     |
| Arete-hime                                                                     | アリーテ姫, Arīte-hime, Princess Arete                                                                                                  | 2001 als Film         | Studio 4°C                                         |
| Argento Soma (25 Folgen)                                                       | アルジェント ソーマ, Arujento Sōma | 2000 als Fernsehserie | Sunrise                                            |
| Ari-chan                                                                       | Ant Boy | 1941 als Kurzfilm     | Geijutsu Eigasha                                   |
| Ari Doll (2 Folgen)                                                            | アリスドール | 2001 als OVA          | Five Ways                                          |
| Ari to Hato                                                                    | ありとはと | 1953 als Kurzfilm     | Nihon Dogasha                                      |
| Aria The Animation (13 Folgen)                                                 | アリア ジ アニメーション | 2005 als Fernsehserie | Hal Film Maker                                     |
| ↳ Aria The Natural (26 Folgen)                                                 | アリア ザ ナチュラル | 2006 als Fernsehserie | Hal Film Maker, Production I.G                     |
| ↳ Aria The OVA – Arietta (eine Folge)                                          | アリア ジ オーブイエー アリエッタ | 2007 als OVA          | Hal Film Maker                                     |
| ↳ Aria The Origination (13 Folgen)                                             | アリア ジ・オリジネーション | 2008 als Fernsehserie | Hal Film Maker                                     |
| ↳ Aria The Avvenire (3 Folgen)                                                 | ARIA The AVVENIRE | 2015 als OVA          | TYO Animations                                     |
| Ariel Visual (2 Folgen)                                                        | | 1989 als OVA          |                                                    |
| ↳ Deluxe Ariel (2 Folgen)                                                      | | 1991 als OVA          |                                                    |
| Arion                                                                          | アリオン | 1986 als Film         | Sunrise                                            |
| Arjuna (13 Folgen)                                                             | 地球少女アルジュナ, Chikyū Shōjo Arujuna                                                                                                | 2001 als Fernsehserie | Satelight                                          |
| Ark IX (eine Folge)                                                            | アークIX, Āku Nain, Ark Nine | 2013 als OVA          | Hoods Entertainment                                |
| Arknights Animation: Prelude to Dawn (8 Folgen)                                | アークナイツ 黎明前奏, Arknights: Reimei Zensou                                                                                         | 2022 als Fernsehserie | Yostar Pictures                                    |
| Armitage III (4 Folgen)                                                        | アミテージ・ザ・サード, Amitēji za Sādo                                                                                                 | 1995 als OVA          | AIC, Studio Bihou                                  |
| ↳ Armitage III: Poly-Matrix                                                    | アミテージ・ザ・サード POLY-MATRIX | 1997 als Film         | AIC                                                |
| ↳ Armitage III: Dual-Matrix                                                    | アミテージ・ザ・サード DUAL-MATRIX, Amitēji za sādo DUAL-MATRIX                                                                         | 2002 als Film         | AIC                                                |
| Ar Tonelico: Sekai no Owari de Utai Tsuzukeru Shōjo (eine Folge)               | アルトネリコ 世界の終わりで詩い続ける少女                                                                                               | 2006 als OVA          | Trans Arts                                         |
| Arrietty – Die wundersame Welt der Borger                                      | 借りぐらしのアリエッティ, Karigurashi no Arietti                                                                                        | 2010 als Film         | Studio Ghibli                                      |
| Arrow Emblem Grand Prix no Taka (44 Folgen)                                    | アローエンブレム・グランプリの鷹 | 1977 als Fernsehserie | Tōei Animation                                     |
| Arslan Senki                                                                   | アルスラーン戦記, Arusurān Senki | 1991 als Film         | Animate Film, I.G Tatsunoko                        |
| ↳ Arslan Senki II                                                              | アルスラーン戦記II, Arusurān Senki II                                                                                                   | 1992 als Film         | Aubekku                                            |
| ↳ Arslan Senki (4 Folgen)                                                      | アルスラーン戦記, Arusurān Senki | 1993 als OVA          | Studio Pierrot, Daume, J.C.Staff                   |
| ↳ The Heroic Legend of Arslan (25 Folgen)                                      | アルスラーン戦記, Arusurān Senki, Arslan Senki                                                                                          | 2015 als Fernsehserie | Lidenfilms, Sanzigen                               |
| ↳ Arslan Senki: Fūjin Ranbu (8 Folgen)                                         | アルスラーン戦記 風塵乱舞, Arusurān Senki: Fūjin Ranbu, The Heroic Legend of Arslan: Dust Storm Dance                                   | 2016 als Fernsehserie | Lidenfilms                                         |
| Aru Kararu no Isan (eine Folge)                                                | アル・カラルの遺産 | 1993 als OVA          |                                                    |
| Aru Machikado no Monogatari                                                    | ある街角の物語 | 1962 als Film         | Mushi Production                                   |
| Aru Tabibito no Nikki (eine Folge)                                             | 或る旅人の日記 | 2003 als Web-Anime    | Robot                                              |
| Aru Zombie Shōjo no Sainan (eine Folge)                                        | あるゾンビ少女の災難, Calamity of a Zombie Girl                                                                                         | 2018 als Web-Anime    | Gonzo, Stingray                                    |
| As Miss Beelzebub Likes It. (12 Folgen)                                        | ベルゼブブ嬢のお気に召すまま。, Beruzebubu-jō no Oki ni Mesu Mama., Beelzebub-jō no Oki ni Mesu Mama.                                   | 2018 als Fernsehserie | Lidenfilms                                         |
| Asagiri no Miko (26 Folgen)                                                    | 朝霧の巫女 | 2002 als Fernsehserie | Gansis                                             |
| Asari-chan Ai no Marchen Shōjo (54 Folgen)                                     | あさりちゃん | 1982 als Fernsehserie | Tōei Animation                                     |
| Asari-chan Ai no Marchen Shōjo                                                 | あさりちゃん 愛のメルヘン少女 | 1982 als Kurzfilm     | Tōei Animation                                     |
| ASaTTe DaNCE (2 Folgen)                                                        | あさってDaNCE, Dance Till Tomorrow | 1991 als OVA          | Knack Productions                                  |
| Asatte no Hōkō (12 Folgen)                                                     | あさっての方向 | 2006 als Fernsehserie | J.C.Staff                                          |
| ASGALDH ~The Distortion Testament~ (3 Folgen)                                  | アスガルド～歪曲のテスタメント~ | 2001 als OVA          | Discovery                                          |
| Ashiaraiyashiki no Jūnintachi. (eine Folge)                                    | 足洗邸の住人たち. | 2010 als OVA          | Studio NOA                                         |
| Ashinaga Ojisan (eine Folge)                                                   | あしながおじさん | 1979 als Special      | Tatsunoko Production                               |
| Ashita e Attack (23 Folgen)                                                    | あしたへアタック! | 1977 als Fernsehserie | Nippon Animation                                   |
| Ashita Genki ni Nare! ~Hanbun no Satsumaimo~                                   | あした元気にな〜れ! 〜半分のさつまいも〜                                                                                                | 2005 als Film         | AYCO, Studio Kermadec                              |
| Ashita e Free Kick (25 Folgen)                                                 | あしたへフリーキック, Ashita e Furī Kikku                                                                                               | 1992 als Fernsehserie | Ashi Production                                    |
| Ashita no Joe (79 Folgen)                                                      | あしたのジョー | 1970 als Fernsehserie | Mushi Production                                   |
| ↳ Ashita no Joe                                                                | あしたのジョー | 1980 als Film         |                                                    |
| ↳ Ashita no Joe 2 (47 Folgen)                                                  | あしたのジョー2 | 1980 als Fernsehserie | Tokyo Movie Shinsha                                |
| ↳ Ashita no Joe 2                                                              | あしたのジョー2 | 1981 als Film         | Tokyo Movie Shinsha                                |
| ↳ Futari no Joe (6 Folgen)                                                     | ふたりのジョー | 2003 als OVA          | Office AO                                          |
| Ashita no Nadja (50 Folgen)                                                    | 明日のナージャ, Ashita no Nāja | 2003 als Fernsehserie | Tōei Animation                                     |
| Ashita no Yukinojō (4 Folgen)                                                  | あしたの雪之丞 | 2002 als OVA          | Arms, Pink Pineapple                               |
| ↳ Masaru Ashita no Yukinojō 2 (2 Folgen)                                       | MASARU あしたの雪之丞2 | 2003 als OVA          | Pink Pineapple                                     |
| Ashita Tenki ni Nare! (47 Folgen)                                              | あした天気になあれ | 1984 als Fernsehserie | NAS                                                |
| Asobi Asobase (12 Folgen)                                                      | あそびあそばせ | 2018 als Fernsehserie | Lerche                                             |
| Asobi ni Iku yo! (12 Folgen)                                                   | あそびにいくヨ! | 2010 als Fernsehserie | AIC Plus+                                          |
| ↳ Asobi ni Iku yo! OVA Special: OVA de Asobi ni Kimashita!! (eine Folge)       | あそびにいくヨ!おーぶいえーすぺしゃる おーぶいえーであそびにきました‼                                                                   | 2011 als OVA          | AIC Plus+                                          |
| Asobotto Senki Gokū (52 Folgen)                                                | アソボット戦記五九 | 2002 als Fernsehserie | Studio Egg                                         |
| Assemble Insert (2 Folgen)                                                     | アッセンブル・インサート | 1981 als OVA          | Studio Core                                        |
| Astarotte no Omocha! (12 Folgen)                                               | アスタロッテのおもちゃ!, Astarotte’s Toy!                                                                                               | 2011 als Fernsehserie | Diomedéa                                           |
| ↳ Astarotte no Omocha! EX (eine Folge)                                         | アスタロッテのおもちゃ! EX | 2011 als OVA          | Diomedéa                                           |
| Asteroid in Love (12 Folgen)                                                   | 恋する小惑星, Koisuru Asuteroido | 2020 als Fernsehserie | Dōga Kōbō                                          |
| Astraea Testament: Good Witch of the West (13 Folgen)                          | 西の善き魔女 Astraea Testament, Nishi no Yoki Majo: Astraea Testament, Astraea Testament                                                | 2006 als Fernsehserie | Hal Film Maker                                     |
| Astro Boy (193 Folgen)                                                         | 鉄腕アトム, Tetsuwan Atomu | 1963 als Fernsehserie | Mushi Production                                   |
| ↳ Tetsuwan Atom Uchu no Yusha                                                  | 鉄腕アトム 宇宙の勇者 | 1964 als Film         | Mushi Production                                   |
| ↳ Tetsuwan Atom (52 Folgen)                                                    | 鉄腕アトム | 1980 als Fernsehserie | Mushi Production, Tezuka Productions               |
| ↳ Tetsuwan Atom: Shinsen-gumi                                                  | 鉄腕アトム/新撰組 | 2001 als Film         | Studio Comet                                       |
| ↳ Tetsuwan Atom (50 Folgen)                                                    | 鉄腕アトム | 2003 als Fernsehserie | Tezuka Productions                                 |
| Astroganger (26 Folgen)                                                        | アストロガンガー | 1972 als Fernsehserie | Tōei Animation                                     |
| Asu no Yoichi! (12 Folgen)                                                     | 明日のよいち! | 2009 als Fernsehserie | AIC                                                |
| Asu o Tsukutta Otoko: Tanabe Sakurō to Biwa-ko Sosui                           | 明日をつくった男 田辺朔郎と琵琶湖疏水                                                                                                   | 2003 als Film         | Mushi Production                                   |
| Asura Cryin’ (13 Folgen)                                                       | アスラクライン | 2009 als Fernsehserie | Seven Arcs                                         |
| ↳ Asura Cryin’ 2 (13 Folgen)                                                   | アスラクライン2 | 2009 als Fernsehserie | Seven Arcs                                         |
| The Asylum Session                                                             | アジール・セッション | 2009 als Film         | CoMix Wave                                         |
| Atashin’chi (330 Folgen)                                                       | あたしンち | 2002 als Fernsehserie | Shin’ei Dōga                                       |
| ↳ Eiga Atashin’chi                                                             | 映画 あたしンち | 2003 als Film         | Shin’ei Dōga                                       |
| ↳ Gekijōban 3D Atashin’chi: Jōnetsu no Chō Chōnōryoku! Haha Daibōsō!           | 劇場版3D あたしンち 情熱のちょ〜超能力♪ 母大暴走!                                                                                       | 2010 als Film         | Shin’ei Dōga                                       |
| ↳ Shin Atashin’chi (26 Folgen)                                                 | 新あたしンち | 2015 als Fernsehserie | Shin’ei Dōga                                       |
| Atchi Kotchi (12 Folgen)                                                       | あっちこっち, Acchi Kocchi | 2012 als Fernsehserie | AIC                                                |
| Attack on Titan (25 Folgen)                                                    | 進撃の巨人, Shingeki no Kyojin | 2013 als Fernsehserie | Wit Studio, Production I.G                         |
| ↳ Attack on Titan: Feuerroter Pfeil & Bogen                                    | 劇場版『進撃の巨人』 前編 〜紅蓮の弓矢〜, Gekijōban Shingeki no Kyojin Zenpen – Guren no Yumiya                                         | 2014 als Film         | Wit Studio                                         |
| ↳ Gekijōban Shingeki no Kyojin Kōhen – Jiyū no Tsubasa                         | 劇場版『進撃の巨人』 後編 〜自由の翼〜                                                                                                  | 2015 als Film         | Wit Studio                                         |
| ↳ Shingeki no Kyojin (5 Folgen)                                                | 進撃の巨人 | 2014 als OVA          | Wit Studio                                         |
| ↳ Attack on Titan (12 Folgen)                                                  | 進撃の巨人, Shingeki no Kyojin | 2017 als Fernsehserie | Wit Studio                                         |
| ↳ Gekijōban Shingeki no Kyojin Season 2 – Kakusei no Hōkō                      | 劇場版 進撃の巨人 Season2〜覚醒の咆哮〜                                                                                                 | 2018 als Film         | Wit Studio                                         |
| ↳ Attack on Titan (24 Folgen)                                                  | 進撃の巨人, Shingeki no Kyojin | 2018 als Fernsehserie | Wit Studio                                         |
| ↳ Attack on Titan: The Final Season (28 Folgen)                                | 進撃の巨人The Final Season, Shingeki no Kyojin The Final Season                                                                         | 2020 als Fernsehserie | MAPPA                                              |
| ↳ Attack on Titan Junior High (12 Folgen)                                      | 進撃! 巨人中学校, Shingeki! Kyojin Chūgakkō                                                                                             | 2015 als Fernsehserie | Production I.G                                     |
| Attacker You! (58 Folgen)                                                      | アタッカーユウ! | 1984 als Fernsehserie | Knack Productions                                  |
| Atom: The Beginning (12 Folgen)                                                | アトム ザ・ビギニング, Atom: Za Beginingu                                                                                               | 2017 als Fernsehserie | OLM, Production I.G, Signal MD                     |
| Aura – Maryūinkōga Saigo no Tatakai                                            | AURA 〜魔竜院光牙最後の闘い〜 | 2013 als Film         | AIC ASTA                                           |
| Avenger (13 Folgen)                                                            | アヴェンジャー | 2003 als Fernsehserie | Bee Train                                          |
| AWOL (12 Folgen)                                                               | エイウォール | 1998 als Fernsehserie | BeSTACK, d-rights, Studio Deen, Studio Twinkle     |
| Ayakashi (12 Folgen)                                                           | アヤカシ | 2007 als Fernsehserie | Tokyo Kids                                         |
| Ayakashi – Japanese Classic Horror (11 Folgen)                                 | 怪~ayakashi~ Japanese Classic Horror | 2006 als Fernsehserie | Tōei Animation                                     |
| Ayane-chan High Kick (2 Folgen)                                                | 綾音ちゃんハイキック | 1996 als OVA          | Rikuentai                                          |
| Ayashi no Ceres (24 Folgen)                                                    | 妖しのセレス, Ayashi no Seresu | 2000 als Fernsehserie | Studio Pierrot                                     |
| Ayatsuri Ningyō (2 Folgen)                                                     | 聖操奴隷 | 2001 als OVA          |                                                    |
| Ayumayu Gekijō (7 Folgen)                                                      | あゆまゆ劇場 | 2006 als Web-Anime    |                                                    |
| Azuki-chan (117 Folgen)                                                        | あずきちゃん | 1995 als Fernsehserie | Madhouse                                           |
| Azumanga Web Daioh (eine Folge)                                                | あずまんがWEB大王 | 2000 als Web-Anime    | GENCO, J.C.Staff                                   |
| ↳ Azumanga Daioh                                                               | あずまんが大王 | 2001 als Kurzfilm     | J.C.Staff                                          |
| ↳ Azumanga Daioh: The Animation (26 Folgen)                                    | あずまんが大王 THE ANIMATION | 2002 als Fernsehserie | GENCO, J.C.Staff                                   |
| Azumi Mama Mia (60 Folgen)                                                     | あずみ マンマ・ミー | 1997 als Fernsehserie | Tōei Animation                                     |
| Azusa, Otetsudai Shimasu! (eine Folge)                                         | アズサ、お手伝いします! | 2004 als Special      | TMS Entertainment                                  |